# Laurent Daignault
Laurent Daignault (Montréal, 30 ottobre 1968) è un ex pattinatore di short track canadese.

## Carriera
Come miglior risultato in classifica annovera un secondo posto alle Olimpiadi di Albertville 1992 nella staffetta 5.000 m.

## Palmarès
- Olimpiadi:

Albertville 1992: argento nella staffetta 5.000 m